# Sayago
|  | Aquest article tracta sobre la comarca de la província de Zamora. Si cerqueu el barri del nord de Montevideo, Uruguai, vegeu «Sayago (Montevideo)». |

Sayago és una de les comarques de la província de Zamora, el cap comarcal és Bermillo de Sayago. Limita al nord amb la comarca d'Aliste, a l'oest amb Portugal, l'est amb Zamora i Tierra del Vino i al sud amb la província de Salamanca. La capital de la comarca és Bermillo de Sayago. Està enclavada entre les lleres del riu Tormes al sud i el riu Duero al nord.

## Parla sayaguesa
El terme sayagués, entès com a parla o idioma, és definit en el Diccionari de la RAE>Reial Acadèmia Espanyola, Diccionari de la llengua espanyola com la parla "arrusticada que es fingeix dialecte lleonès de la comarca de Sayago, utilitzada per personatges villanescs en el teatre espanyol dels segles XV al XVII". Històricament, no obstant això, el sayaguès o parla sayaguesa és una realitat sociolingüística, enclavada com a dialecte dintre del lleonès o parla romanç vernacla que va sorgir en els territoris que actualment ocupen les províncies de Lleó, Zamora i Salamanca. Entre els autors que han esmentat en les seves obres el sayaguès, destaca Unamuno.

## Municipis
- Alfaraz de Sayago
- Almeida de Sayago
- Argañín
- Bermillo de Sayago
- Carbellino
- Cibanal
- Fariza
- Fermoselle
- Fresno de Sayago
- Fresnadillo
- Gamones
- La Cernecina
- Luelmo
- Moral de Sayago
- Moraleja de Sayago
- Moralina
- Muga de Sayago
- Peñausende
- Pereruela
- Roelos de Sayago
- Salce
- Torregamones
- Tudera
- Villadepera
- Villar del Buey
- Villardiegua de la Ribera
- Viñuela de Sayago